# Carl Jonas Love Almqvist
Pour les articles homonymes, voir Almqvist.
Carl Jonas Love Almqvist, ou Carl Jonas Love Almquist dans la graphie de son vivant, né le 28 novembre 1793 à Stockholm et mort le 26 septembre 1866 à Brême, est un écrivain, compositeur, dramaturge et poète suédois. 

## Biographie
Après avoir terminé ses études à Uppsala, il travaille comme employé de bureau dans les milieux ecclésiastiques de Stockholm, mais démissionne de son poste en 1823 pour rejoindre un groupe d'amis, partisans de Jean-Jacques Rousseau, qui s'installent dans une ferme du Värmland pour mener une vie paysanne en accord avec la nature. Deux ans plus tard, le relatif échec de l'entreprise le ramène à Stockholm et, de 1829 à 1841, il devient directeur d'une école expérimentale. Accusé de fraude et de tentative de meurtre sur la personne d'un prêteur sur gages, il s'enfuit aux États-Unis en 1851. Il ne rentrera en Europe qu'en 1865. 
C'est à partir des années 1830 qu'il commence à publier, à un rythme soutenu, des romans (dont plusieurs romans historiques), des nouvelles, des poèmes et des pièces de théâtre en vers. Il est passé à la postérité pour la modernité de ses prises de position, notamment en faveur de l'égalité des sexes. Son ouvrage le plus célèbre, publié en 1834, s'intitule Le Joyau de la reine (Drottningens juvelsmycke), il met en scène un personnage d'androgyne, Tintomara, dont le modèle est Andreas Bruce, écrivain transgenre suédois. On peut citer également Le Palais (Palatset, 1838) et, surtout, Sara (Det går an), court roman, paru en 1839, qui raconte le combat d'une femme suédoise pour son émancipation au sein du mariage. 

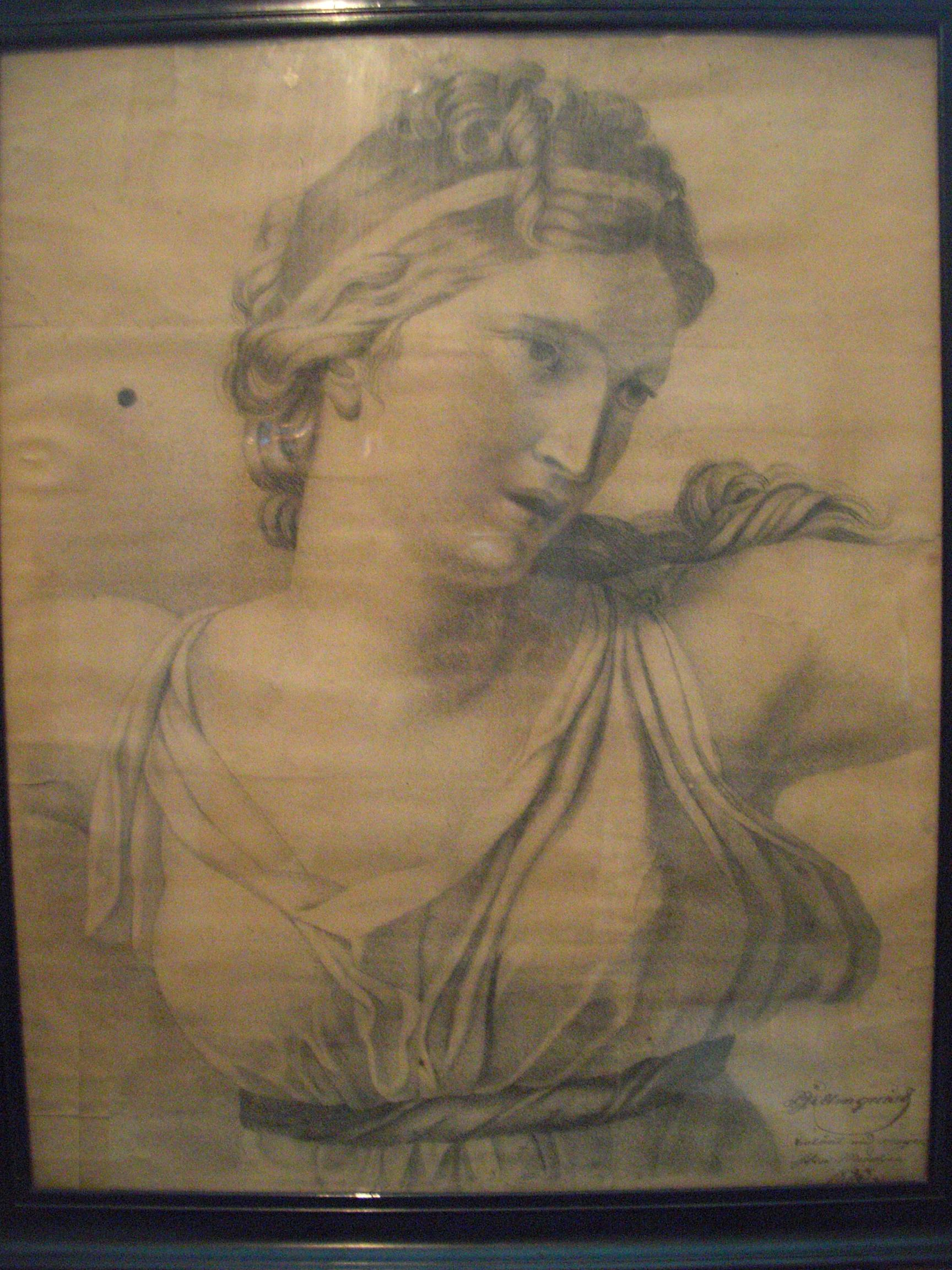
Peint par Almqvist, 1823

Comme compositeur, Carl Jonas Love Almqvist est connu pour avoir mis en musique ses propres poèmes.

## Œuvres traduites en français

### Romans
- Drottningens juvelsmycke (1834) Publié en français sous le titre Le Joyau de la reine, traduit par Elena Balzamo, Paris, José Corti, coll. « Romantique », no 61, 1996, 434 pages  (ISBN 2-7143-0586-5)
- Det går an (1838) Publié en français sous le titre Sara, traduit par Régis Boyer, Aix-en-Provence, Pandora, coll. « Domaine nordique », 1981, 189 pages  (ISBN 2-86371-020-6) ; réédition, Toulouse, Éditions Ombres, coll. « Petite bibliothèque Ombres », no 40, 1995  (ISBN 2-84142-012-4) Publié en français sous le titre Sara ou l'émancipation, traduction collective sous la direction d'Elena Balzamo, Paris, Éditions Cambourakis, 2020  (ISBN 978-2-36624-475-5)
- Palatset (1838) Publié en français sous le titre Le Palais, traduit par Elena Balzamo, Paris, José Corti, coll. « Merveilleux », no 16, 2001, 157 pages  (ISBN 2-7143-0746-9)

### Anthologie de nouvelles paru en français
- Chronique du château, traduit par Anders Löjdström, Paris, Les Belles Lettres, coll. « Classiques du Nord. Lumières », no 18, 2011, 484 pages  (ISBN 978-2-251-07116-9)